# Panama aux Jeux olympiques d'été de 2012
Le Panama participe aux Jeux olympiques d'été de 2012 à Londres, au Royaume-Uni, du 27 juillet au 12 août de cette même année pour sa 16e participation à des Jeux d'été.

## Athlétisme
Les athlètes du Panama ont jusqu'ici atteint les minima de qualification dans les épreuves d'athlétisme suivantes (pour chaque épreuve, un pays peut engager trois athlètes à condition qu'ils aient réussi chacun les minima A de qualification, un seul athlète par nation est inscrit sur la liste de départ si seuls les minima B sont réussis), :
chez les hommes
Courses
| Athlète       | Épreuve    | Séries   | Séries | Quarts de finale | Quarts de finale | Demi-finales | Demi-finales | Finale   | Finale |
| Athlète       | Épreuve    | Résultat | Rang   | Résultat         | Rang             | Résultat     | Rang         | Résultat | Rang   |
| ------------- | ---------- | -------- | ------ | ---------------- | ---------------- | ------------ | ------------ | -------- | ------ |
| Alonso Edward | 200 mètres | DQ       | -      | NC               | NC               | -            | -            | -        | -      |

Concours
| Athlète         | Épreuve          | Qualification | Qualification | Finale   | Finale |
| Athlète         | Épreuve          | Distance      | Rang          | Distance | Rang   |
| --------------- | ---------------- | ------------- | ------------- | -------- | ------ |
| Irving Saladino | Saut en longueur | No Mark       | -             | –        | –      |

Chez les dames
Courses
| Athlète       | Épreuve    | Séries   | Séries | Quarts de finale | Quarts de finale | Demi-finales | Demi-finales | Finale   | Finale |
| Athlète       | Épreuve    | Résultat | Rang   | Résultat         | Rang             | Résultat     | Rang         | Résultat | Rang   |
| ------------- | ---------- | -------- | ------ | ---------------- | ---------------- | ------------ | ------------ | -------- | ------ |
| Andrea Ferris | 800 mètres | 2:05.59  | 20e    | NC               | NC               | -            | -            | -        | -      |

## Boxe
Hommes
| Athlète      | Épreuve      | 16e de finale            | 8e de finale        | Quart de finale     | Demi-finale         | Finale              | Finale |
| Athlète      | Épreuve      | Adversaire Résultat      | Adversaire Résultat | Adversaire Résultat | Adversaire Résultat | Adversaire Résultat | Rang   |
| ------------ | ------------ | ------------------------ | ------------------- | ------------------- | ------------------- | ------------------- | ------ |
| Juan Huertas | Poids légers | Félix Verdejo (PUR) 5-11 | -                   | -                   | -                   | -                   | -      |

## Judo
| Athlète       | Compétition           | 1/32 de finale      | 1/16 de finale                   | 1/8 de finale       | Quarts de finale    | Demi-finales        | Repêchage 1         | Repêchage 2         | Finale              | Finale |
| Athlète       | Compétition           | Adversaire Résultat | Adversaire Résultat              | Adversaire Résultat | Adversaire Résultat | Adversaire Résultat | Adversaire Résultat | Adversaire Résultat | Adversaire Résultat | Rang   |
| ------------- | --------------------- | ------------------- | -------------------------------- | ------------------- | ------------------- | ------------------- | ------------------- | ------------------- | ------------------- | ------ |
| Omar Simmonds | Moins de 81 kg hommes | exempt              | Joachim Bottieau (BEL) 0001/0110 | -                   | -                   | -                   | -                   | -                   | -                   | -      |

## Natation
Hommes
| Athlète        | Épreuve        | Série   | Série | Demi-finale | Demi-finale | Finale | Finale |
| Athlète        | Épreuve        | Temps   | Rang  | Temps       | Rang        | Temps  | Rang   |
| -------------- | -------------- | ------- | ----- | ----------- | ----------- | ------ | ------ |
| Diego Castillo | 200 m papillon | 2:04.72 | 35e   | -           | -           | -      | -      |
| Edgar Crespo   | 100 m brasse   | 1:02.18 | 35e   | -           | -           | -      | -      |

## Taekwondo
Femmes
| Athlète                   | Compétition | Huitièmes de finale              | Quarts de finale    | Demi-finales        | Repêchage 1                   | Repêchage 2         | Finale              | Finale |
| Athlète                   | Compétition | Adversaire Résultat              | Adversaire Résultat | Adversaire Résultat | Adversaire Résultat           | Adversaire Résultat | Adversaire Résultat | Rang   |
| ------------------------- | ----------- | -------------------------------- | ------------------- | ------------------- | ----------------------------- | ------------------- | ------------------- | ------ |
| Salceda Carolena Carstens | -49 kg      | Brigitte Yagüe Enrique (ESP) 2-7 | –                   | –                   | Jannet Alegría Pena (MEX) 2-7 | –                   | –                   | –      |